# Elkhorn, Wisconsin
Elkhorn là một thành phố thuộc quận Walworth, tiểu bang Wisconsin, Hoa Kỳ. Năm 2000, dân số của thành phố này là 7305 người.